# Cabana del Castellar
La Cabana del Castellar è un bivacco alpino che si trova nella Parrocchia di Ordino a 1.867 m d'altezza.